# Sigrun Wodars
Sigrun Wodars (f. Ludwigs), född den 7 november 1965, är en östtysk före detta friidrottare (medeldistanslöpare).
Wodars blev 1986 för första gången östtysk mästare på 800 meter, vilket var den distans som hon huvudsakligen tävlade i. Samma år vann hon EM inomhus i Madrid respektive blev tvåa vid EM utomhus i Stuttgart (efter Nadezjda Olisarenko, Sovjetunionen).
Året efter vann hon 800 meter vid VM 1987 i Rom precis före landsmaninnan Christine Wachtel. Finalen vid OS 1988 i Seoul blev återigen en kamp mellan de två östtyskorna och återigen vann Wodars precis framför Wachtel. Wodars sista framgång blev EM 1990 i Split där hon vann guldet för tredje gången före Wachtel.
Wodars misslyckades med att nå finalen i både VM 1991 i Tokyo och i OS 1992 i Barcelona.